# Fiat Grande Punto
El Fiat Grande Punto (Proyecto 199) es un automóvil del segmento B producido por el fabricante italiano Fiat desde el año 2005. Es la tercera generación de la gama Fiat Punto. Con el cambio de denominación se pretende diferenciarla de la segunda generación, de menores dimensiones pero con la que convive en Europa. El Grande Punto fue presentado oficialmente en el Salón del Automóvil de Fráncfort de 2005 y fue puesto a la venta a fines de ese año. Las versiones europeas se fabrican en la fábrica italiana de Fiat Melfi y las destinadas a América del Sur en la de Fiat Betim, exceptuando el mercado chileno al cual llega la versión europea.

## Carrocerías
La tercera generación supera por poco los 4 metros (4030 mm) y comparte componentes estructurales y mecánicos con el Opel Corsa D. Está disponible en versiones de 3 y 5 puertas. Fue diseñado por Italdesign Giugiaro en colaboración con el Centro Stile Fiat. El estilo del Grande Punto se distingue por su frontal inspirado en modelos contemporáneos de Maserati. También desde 2008, la plataforma se viene usando en el Alfa Romeo MiTo. El Grande Punto con ciertas modificaciones específicas, es comercializado por la marca deportiva Abarth con el nombre de Abarth Grande Punto.
En el Salón del Automóvil de Ginebra, se presentaron dos prototipos sobre la base del Grande Punto. El Fiat Suagna diseñado por Bertone y el Fiat Skill de Fiovaranti.

## Seguridad

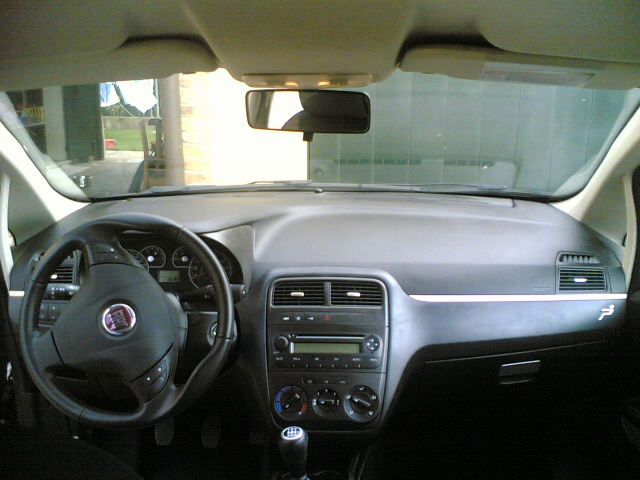
Interior del Fiat Grande Punto

El Grande Punto obtuvo el máximo de estrellas en los test EuroNCAP, que lo hicieron referencia del segmento.
- Valoración general: 5 estrellas de 5.
- Choque frontal: 88%.
- Choque lateral : 100%.
- Protección de niños : 3 estrellas de 5.
- Protección a peatones : 2 estrellas de 4.

## Motorizaciones
Los motores disponibles en Europa cumplen la normativa Euro IV. Los diésel son un 1,3 litros de cuatro válvulas por cilindro en variantes de 75 y 90 CV y un 1.9 litros de dos válvulas por cilindro de 120 o 130 CV, todos ellos con inyección directa common-rail y turbocompresor de geometría variable, salvo el 1.3 litros de 75 CV, que lo tiene de geometría fija. Los motores gasolina eran un 1,2 litros de 65 CV y un 1.4 litros de 77 o 95 CV, los dos primeros de dos válvulas por cilindro y el tercero de cuatro. En todos los casos con dirección eléctrica Dualdrive.
En 2007, se añadió una versión del 1.4 con turbocompresor de 120 CV de potencia máxima. Una variante deportiva fue presentada en el Salón del Automóvil de Ginebra de 2007 bajo la denominación "Grande Punto Abarth". La versión de producción, a la venta desde septiembre de 2007, tiene el mismo motor gasolina 1,4 litros potenciado a 150 CV (155 CV con gasolina de 98 octanos). Una segunda variante denominada "Grande Punto Abarth SS" fue presentada en el Salón del Automóvil de Fráncfort de 2007 con la potencia máxima subida a 180 CV y una carrocería modificada; y fue lanzada al mercado a principios de 2008.
En el momento de su comercialización las motorizaciones disponibles eran:
|                  | 1,2 L 8V (Gasolina) | 1,4 L 8V (Gasolina) | 1,4 L 16V Starjet (Gasolina) | 1,4 L 16V T-Jet (desde 2008) (Gasolina) | 1,3 L 16V 75 (Diésel) | 1,3 L 16V 90 (Diésel) | 1,9 L 8V 120 (Diésel) | 1,9 L 8V 130 (Diésel) |
| ---------------- | ------------------- | ------------------- | ---------------------------- | --------------------------------------- | --------------------- | --------------------- | --------------------- | --------------------- |
| Potencia         | 65 CV               | 77 CV               | 95 CV                        | 120 CV                                  | 75 CV                 | 90 CV                 | 120 CV                | 130 CV                |
| Par              | 102 Nm              | 115 Nm              | 125 Nm                       | 206 Nm                                  | 190 Nm                | 200 Nm                | 280 Nm                | 280 Nm                |
| Velocidad máxima | 155 km/h            | 165 km/h            | 178 km/h                     | 195 km/h                                | 165 km/h              | 175 km/h              | 190 km/h              | 200 km/h              |
| 0 a 100 km/h     | 14,5 s              | 13,2 s              | 11,4 s                       | 8,9 s                                   | 13,6 s                | 11,9 s                | 10 s                  | 9,5 s                 |
| Consumo mixto    | 6,1 ℓ/100 km        | 6,1 ℓ/100 km        | 6,1 ℓ/100 km                 | 6,6 ℓ/100 km                            | 4,7 ℓ/100 km          | 4,6 ℓ/100 km          | 5,6 ℓ/100 km          | 5,8 ℓ/100 km          |
| Emisiones CO2    | 145 g/km            | 145 g/km            | 145 g/km                     | 155 g/km                                | 123 g/km              | 122 g/km              | 149 g/km              | 154 g/km              |

## Versiones
- Active: disponible con el motor de gasolina 1,2 litros 8V (65 CV), y diésel 1,3 litros 16V MultiJet (75 CV).
- Dynamic: disponible con los motores de gasolina 1,2 litros 8V (65 CV), 1,4 litros 8V (77 CV) y 1,4 litros 16V Starjet (95 CV); y diésel 1,3 litros 16V MultiJet (75 CV) y 1,3 litros 16V MultiJet (90 CV).
- Emotion: disponible con los motores de gasolina 1,4 litros 8V (77 CV) y 1,4 litros 16V Starjet (95 CV); y los diésel 1,3 litros 16V MultiJet (75 CV), 1,3 litros 16V MultiJet (90 CV) y 1,9 litros 8V MultiJet (120 CV).
- Sport: disponible con el motor de gasolina 1,4 litros 16V Starjet (95 CV) y el 1,4 litros Turbojet (120 CV); y los diésel 1,3 litros 16V MultiJet (90 CV) y 1,9 litros 8V Multijet (130 CV).

## Equipamiento
Listado de equipamiento de serie según niveles de acabado.

### Active
- ABS + EBD.
- Airbags frontales de conductor y pasajero.
- Reposacabezas regulables en altura.
- Autorradio con mandos en el volante.
- Dirección asitida eléctrica Dualdrive con función City.
- Llantas de acero de 15".
- Elevalunas eléctricos delanteros.
- Ordenador de a bordo.
- Retrovisores eléctricos.
- Asiento del conductor regulable en altura.
- Cierre centralizado con mando a distancia.
- Volante regulable en altura y profundidad.
- Aire Acondicionado

### Dynamic
Equipamientos adicionales a la versión Active:
- Airbags laterales en los asientos delanteros.
- Autorradio lector de CD MP3 con mando en el volante.
- Banqueta trasera abatible 1/3 - 2/3.
- Interiores exclusivos.
- Retrovisores tintados.
- Airbags de cortina.

### Emotion
Equipamientos adicionales a la versión Dynamic:
- Sensor de lluvia.
- Climatizador bi-zona.
- ESP en el motor de 120 CV.
- Interiores exclusivos.
- Llantas de aleación ligera de 15".
- Faros antiniebla.
- Control de velocidad.
- Volante y pomo de cambio en piel.

### Sport
Equipamientos adicionales a la versión Active:
- Aire acondicionado.
- ASR.
- Sensor de lluvia.
- Chasis deportivo,
- ESP.
- Llantas de aleación ligera de 17" con neumáticos con medida 205/45.
- Mini-jupes latérales
- Faros antiniebla.
- Escape cromado.
- Regulador de velocidad.
- Asientos envolventes.
- Sistema de audio HI-FI compatible con MP3.
- Instrumentación con fondo blanco.
- Volante, pomo del cambio de marchas y freno en piel.

## Reestilización de 2008

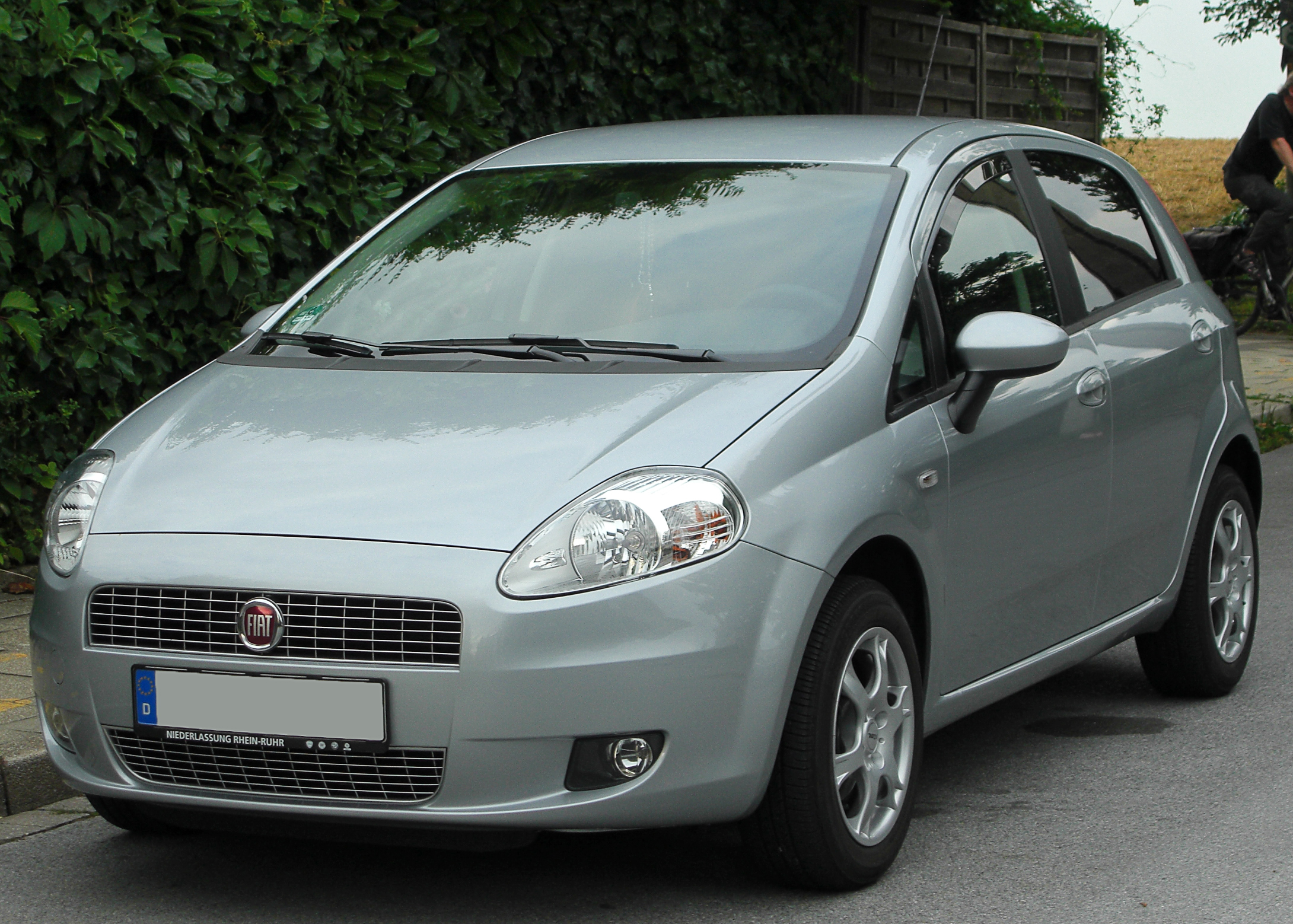
Reestilización de 2008

El Grande Punto recibió una ligera reestilización frontal en junio de 2008. Los cambios afectan la parrilla, que ahora en algunos equipamientos es cromada. Igualmente se comercializó con nuevos colores exteriores y nuevos modelos de llantas y tapacubos. En el habitáculo los modificaciones son ligeras, con nuevos plásticos en el salpicadero para mejorar de presentación y terminación. También se comercializaron nuevas tapicerías y se rediseñó el cuadro de mando. En la versión Sport, las ópticas se oscurecieron para darle más carácter. El Grande Punto adoptó el motor diésel 1.6 Multijet 120 CV que emite 115 g/km de CO², que permite en diferente estados una mejora en la fiscalidad. Este motor ya se venía ofreciendo anteriormente en el Fiat Bravo.

## El Fiat Grande Punto en el mundo
Si el Fiat Punto de 1999 se ensambló después a partir de 2006 en Serbia por Zastava, el Grande Punto está destinado para más mercados internacionales.
Brasil: Comienzo de la fabricación en agosto de 2007, cadencia de 4000 automóviles al mes fabricados por Fiat Automóveis en la fábrica de Fiat Betim. El modelo brasileño incluye modificaciones menores en la carrocería tales como los cristales de las puertas redondeados.
Turquía: comienzo de la fabricación en el primer semestre de 2008, fabricado por TOFAŞ, en la fábrica de Fiat Bursa.
India: comienzo de la fabricación en enero de 2009 por Fiat India, en la fábrica de Fiat Ranjangaon.
Rusia: comienzo de la fabricación en 2008, en joint-venture con Severstal.
Igualmente se contempla la producción del Grande Punto en China en 2011 en joint venture entre Fiat y GAIC; y en América Latina, si tiene éxito comercial podría fabricarse en Argentina en la fábrica de Fiat Córdoba.

### El Grande Punto en América Latina
El Grande Punto italiano es exportado a Chile y México. La versión Mercosur es fabricada en la planta de Fiat Betim, Brasil. Llamada internamente Proyecto 310, se lanzó en 2007 en Buenos Aires, Argentina. 
Se exporta al resto del Mercosur, Venezuela y Colombia.
Fiat do Brasil lo posiciona comercialmente como rival de los modelos más costosos del segmento B, como el Citroën C3, el Honda Fit y la cuarta generación del Volkswagen Polo, y de los más baratos del segmento C, como el Ford Focus, el Chevrolet Astra, la cuarta generación del Volkswagen Golf y la primera generación del Renault Mégane.
Sus dos motorizaciones son dos válvulas por cilindro, un 1,4 litros FIRE y un 1,8 litros Powertrain. Según el mercado, están hechos para funcionar únicamente con gasolina (87 y 112 CV de potencia máxima respectivamente) o con gasolina y etanol indistintamente (85/86 y 113/116 CV de potencia máxima). Los niveles de equipamiento asociados al 1.4 son el base (sin denominación específica) y ELX, y los del 1.8 se llaman HLX y Sporting.
En 2009, el motor 1.8 Powertrain fue reemplazado definitivamente por el 1,9 litros de cuatro válvulas por cilindro de aproximadamente 130 CV que es fabricado en la planta de Fiat Córdoba, Argentina. También se anunció en 2009 la llegada a Brasil de la nueva caja secuencial Dualogic, fabricada por Magneti Marelli en Brasil y del motor 1.4 T-Jet Turbo de fabricación italiana para ser montado en el Punto Abarth.
El Punto es el primer automóvil del segmento B de la región en tener sistema de comandos por voz Blue&Me, desarrollado conjuntamente por Fiat y Microsoft. Puede incorporar hasta seis airbags, dos frontales de doble etapa de inflado, dos laterales de tórax y dos cortinas de cabeza tipo "canoa", y sistema antibloqueo de frenos Bosch 8.1 con distribución electrónica de frenado, CSC e YMC). El sistema de protección contra incendios corta el suministro de combustible, abre los seguros de las puertas y enciende las balizas de emergencia en caso de accidentes. También es uno de los primeros modelos de la región en equipar de serie apoyacabezas activos, que tienen una estructura interna para aminorar los efectos del latigazo en choques de atrás, y la posibilidad de contar con la última versión de los vidrios laterales laminados de Saint-Gobain Sekurit para eventuales ataques a los ocupantes.

## Fiat Punto EVO
Fiat Punto EVO es el nombre de la actualización del Grande Punto realizada en 2009, en la que presenta unos renovados interiores y exteriores, motores y equipamiento. El Punto EVO viene a complementar, pero no a reemplazar la gama Grande Punto reestilizada en 2008, que coexistirá en el mercado. Fue presentado en el Salón del Automóvil de Fráncfort de 2009, y se fabrica desde ese año. 
Es un poco más largo que el Grande Punto (3 cm más, 4,06 m), debido al cambio de ópticas y de los parachoques.
El Punto EVO tiene un exterior renovado, especialmente su frontal, que cuenta con nuevo parachoques, nuevos faros y parrilla con un diseño diferente. Tiene también nuevo diseño de luces traseras, el resto de la línea exterior permanece inalterado.
Este modelo responde y se anticipa a las normas EUROV. Además en materia de seguridad ofrece hasta 7 airbags, uno de ellos para las rodillas del conductor. Dispone también de sistema ESC con Hill Holder, un sistema exclusivo de Fiat que permite retener el vehículo en cuestas cuando se inicia la marcha, sin necesidad de usar el freno de mano. También cuenta con faros antiniebla con efecto "cornering" que iluminan el interior de la curva.

### Motorizaciones
El Punto EVO mantiene las motorizaciones gasolina 1,2 de 65 CV y 1,4 de 77 CV. Existen nuevos motores quipados con tecnología MultiAir disponibles desde 2010. En diésel, el EVO se beneficia de un 1,3 Multijet 75 CV y recibe la versión MultiJet II que desarrolla 95 CV, así como un nuevo 1,6 litros de 120 CV.
| Modelo                                  | Motor                                  | Desplazamiento | Potencia kW(cv DIN) | Par (N m)       | Emisiones CO2 (g/km) | 0-100 km/h (segundos) | Velocidad máxima (km/h) | Consumo medio (l/100km) |
| --------------------------------------- | -------------------------------------- | -------------- | ------------------- | --------------- | -------------------- | --------------------- | ----------------------- | ----------------------- |
| 1.2 FIRE 8V 65                          | 4 cilindros en línea (gasolina)        | 1242           | 48 kW (65 CV)       | 102 @ 3000 t/mn | 135                  | 13,2                  | 165                     | 5,70                    |
| 1.4 FIRE 8V Start&Stop 77               | 4 cilindros en línea (gasolina)        | 1368           | 57 kW (78 CV)       | 115 @ 3000 t/mn | 132                  | 13,2                  | 165                     | 5,90                    |
| 1.4 FIRE 8V Start&Stop 77 Dualogic      | 4 cilindros en línea (gasolina)        | 1368           | 57 kW (78 CV)       | 115 @ 3000 t/mn | 124                  | 13,2                  | 165                     | 6,00                    |
| 1.4 NaturalPower 8V 77                  | 4 cilindros en línea (gasolina/metano) | 1368           | 57-51 kW (78-69 CV) | 115 @ 3000 t/mn | 115                  | 13,2                  | 156                     | 5,90                    |
| 1.4 FIRE GPL 8V 77                      | 4 cilindros en línea (gasolina/GPL)    | 1368           | 57-56 kW (78-76 CV) | 115 @ 3000 t/mn | 119                  | 13,2                  | 165                     | 5,90                    |
| 1.4 MultiAir 16V Start&Stop 105         | 4 cilindros en línea (gasolina)        | 1368           | 77 kW (105 CV)      | 130 @ 4000 t/mn | 134                  | 10,8                  | 185                     | 5,70                    |
| 1.4 Turbo MultiAir 16V Start&Stop 135   | 4 cilindros en línea (gasolina)        | 1368           | 99 kW (135 CV)      | 206 @ 1750 t/mn | 129                  | 8,5                   | 200 (205 Sport)         | 5,60                    |
| 1.3 MultiJet 16V 75                     | 4 cilindros en línea (Diésel)          | 1248           | 55 kW (75 CV)       | 190 @ 1750 t/mn | 119                  | 13,6                  | 165                     | 4,20                    |
| 1.3 MultiJet 16V Start&Stop 75          | 4 cilindros en línea (Diésel)          | 1248           | 55 kW (75 CV)       | 190 @ 1750 t/mn | 108                  | 13,6                  | 165                     | 4,10                    |
| 1.3 MultiJet 16V 90                     | 4 cilindros en línea (Diésel)          | 1248           | 66 kW (90 CV)       | 200 @ 1750 t/mn | 119                  | 11,9                  | 175                     | 4,60                    |
| 1.3 MultiJet 16V 90 Dualogic            | 4 cilindros en línea (Diésel)          | 1248           | 66 kW (90 CV)       | 200 @ 1750 t/mn | 115                  | 11,9                  | 175                     | 4,70                    |
| 1.3 MultiJet Start&Stop 16V 95          | 4 cilindros en línea (Diésel)          | 1248           | 70 kW (95 CV)       | 200 @ 1750 t/mn | 110                  | 11,7                  | 178                     | 4,20                    |
| 1.3 MultiJet Start&Stop 16V 95 Dualogic | 4 cilindros en línea (Diésel)          | 1248           | 70 kW (95 CV)       | 200 @ 1750 t/mn | 107                  | 11,7                  | 178                     | 4,30                    |
| 1.6 MultiJet 16V 120                    | 4 cilindros en línea (Diésel)          | 1598           | 88 kW (120 CV)      | 320 @ 1750 t/mn | 119                  | 9,6                   | 190 (193 Sport)         | 4,50                    |

### Versiones ecológicas

#### Punto EVO NaturalPower
El Punto EVO NaturalPower está alimentado por gasolina y gas natural, lo que equivale a 312 km de autonomía, con un rango que se eleva a más de 1000 km con el gas metano en modo dual. Las diferencias frente al modelo normal son el aumento de 2,14 cm de altura debido a los dos tanques instalados en la parte inferior de la parte trasera, mientras que la longitud y el ancho no se modifican. El motor 1.4 Fire con 8 válvulas se revisó ligeramente y su potencia máxima es igual a 77 CV con gasolina, pero se reduce a 69 caballos en la suncionamiento con gas natural, proporcionando un par motor de 104 Nm a 3000 rpm min. El consumo declarado es igual a 15,9 km/l en ciclo medio, con una aceleración de 0 a 100 km/h registrado en 16,9 segundos y una velocidad máxima de 156 km/h. Los dos cilindros de gas tienen una capacidad de 84 litros, mientras que las emisiones de dióxido de carbono están contenidas en 115 gramos emitidos por kilómetro en ciclo mixto. El Punto EVO Natural Power está autorizada para llevar a cinco personas y tiene un volumen de maletero de 200 litros, ampliable hasta 955 litros con los asientos traseros reclinados. Tiene tres niveles de equipamiento: Active, Dynamic y Emotion. Tiene una masa de 1170 kg.

#### Punto EVO EasyPower
Lanzado inicialmente el 16 de enero de 2009 en el Grande Punto EasyPower, la versión alimentada por GLP y gasolina se mantiene sin cambios desde el punto de vista mecánico en el paso del Gran Punto a Punto EVO, resultado de un acuerdo entre Fiat y Landi Renzo, se aprobó en la fábrica para la instalación del tanque toroidal de gas, en lugar de la rueda de repuesto, que puede contener hasta 38 litros de combustible. El motor es el clásico 1,4 litros 77 CV Euro 4 con la culata rediseñada. Operando con GLP pierde dos caballos, mientras que el par se mantiene sin cambios. Funcionando a gas independientes, la autonomía es de 453 km, con un consumo medio de 13,5 km / l. El 0-100 km / h se consigue en 13,2 segundos, mientras que la velocidad máxima es 165 km/h. El peso total del coche es 1025 kg, mientras que el maletero tiene una capacidad de 252 litros ampliable a 1007 litros con el asiento trasero reclinado. Se comercializa con tres niveles de acabado: Active, Dynamic y Emotion.

## Competición

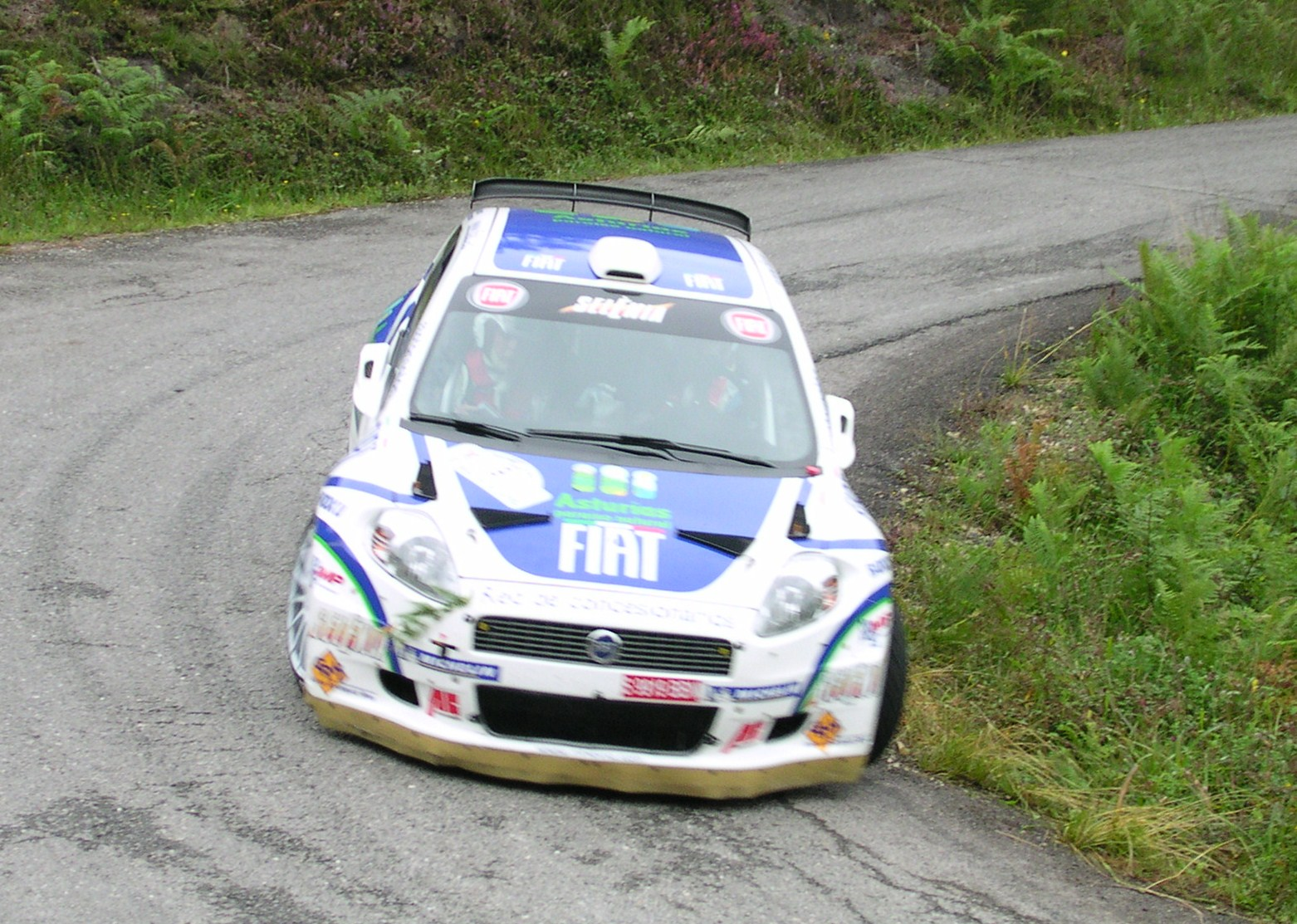
Marcelino Hevia en el Rally de Llanes 2007.

El Punto se utiliza en competiciones de rally con distintas homologaciones, entre ellas Super 1600 y Super 2000. En el año 2006, el Punto ganó el campeonato italiano y el europeo de rally. En 2007, Miguel Fuster ganó el Campeonato Español de Rally de Asfalto con un Grande Punto S2000.

## Final de producción
El histórico modelo de la Fábrica de Turín cesa su producción en 2018 después de 25 años de historia y varios rediseños y generaciones de por medio. Su producción en la planta de SATA en Melfi Italia, terminó en la primera mitad del mes de agosto de 2018.
El motivo señalado según Alfredo Altavilla, Jefe de Operaciones EMEA FCA, refieren a los costes de producción demasiado altos para el segmento ("B") lo cual lo vuelve no rentable y con "márgenes de ganancia reducidos." 
Además, los últimos datos de la industria muestran cómo las preferencias de los conductores han ido cambiando cada vez más hacia los vehículos del tipo SUV.
A la Argentina llegaba importado de Brasil (Betim, Minas Gerais) y competía en el segmento contra modelos como el Citroën C3, el Ford Fiesta KD, el Peugeot 208 y el Chevrolet Sonic (otro modelo discontinuado en el mercado). Localmente duró diez años a la venta, hasta que lo reemplazó el Argo, otro hatchback brasileño.